# Hoity Toity
Hoity Toity (нім. Adel Verpflichtet) — настільна гра, створена Клаусом Тойбером у 1990 році .

## Історія видань
Німецький дизайнер ігор Клаус Тойбер створив Adel Verpflichtet у 1990 році, і гра була видана в Німеччині компанією F.X. Schmid. У Великій Британії вона вийшла під назвою Fair Means or Foul, а в США — як під оригінальною німецькою назвою, так і під назвою By Hook or Crook. У 2008 році Überplay перевидала гру в США під назвою Hoity Toity. Гра отримала кілька нагород.

## Ігровий процес
Гравці представляють членів претензійного Антикварного клубу, які змагаються, хто за один день збере найдорожчу колекцію мистецьких об’єктів шляхом купівлі або крадіжки. Кожен гравець має у своєму розпорядженні детектива та двох злодіїв.
На кожному ході гравець обирає, чи відправитися до аукціонного дому, чи до замку.
У аукціонному домі гравець може:
- Взяти участь у таємному аукціоні, зробивши ставку на предмет.
- Відправити злодія. Якщо злодій один, він краде всі гроші, поставлені на аукціон. Якщо злодіїв кілька, ніхто не отримує грошей, і аукціон завершується на користь найвищої ставки.[2]

У замку гравець має три варіанти:
- Виставити зібрані предмети, що дозволяє просуватися ігровим полем ближче до фінішу.
- Відправити злодія для крадіжки предмета.
- Відправити детектива, щоб заарештувати злодія, який перебуває в замку.[2]

Перемагає гравець, який першим завершить коло ігрового поля і повернеться до клубу.

## Рецензії
У липневому випуску Games International 1990 року Adel Verpflichtet була представлена як «Гра місяця». Браян Вокер високо оцінив компоненти гри, назвавши їх «абсолютно вищого класу: чудовий дизайн, якісний картон і першокласне ігрове поле». Він також похвалив елемент блефу, зазначивши: «Як і в багатьох чудових іграх, ви повинні знати своїх суперників, адже змагаєтесь саме з ними, а не з грою». Система руху була названа «надзвичайно розумною і оригінальною». Вокер оцінив гру на 10 балів із 10, заявивши: «Повірте, це чудова гра в усіх аспектах».

## Нагороди
- 1990 Spiel des Jahres[3]
- 1990 Deutscher Spiele Preis[4]